# Manzanal de Arriba
Manzanal de Arriba est une municipalité espagnole de la communauté autonome de Castille-et-León et de la province de Zamora. En 2024, elle comptait 350 habitants.
La municipalité comprend également les hameaux de Codesal , Sagallos , Folgoso de la Carballeda , Sandín , Pedroso de la Carballeda et Linarejos , ainsi que le village de montagne de Santa Cruz de los Cuérragos , qui ne compte qu'une dizaine d'habitants, connu pour son architecture traditionnelle.

## Localisation
La ville de Manzanal de Arríba se trouve à la limite nord de la Sierra de la Culebra, au nord-ouest de la province de Zamora, à environ 885 m d'altitude, près de la frontière portugaise . La capitale provinciale, Zamora , se trouve à un peu moins de 100 km (en voiture) au sud-est. La ville portugaise de  Bragança est à environ 60 km au sud-ouest.

## Climat
Les températures hivernales peuvent être assez fraîches, tandis que les étés sont chauds, voire torrides ; les précipitations (environ 760 mm/an) sont présentes toute l'année, sauf en été.

## Évolution démographique
| Année      | 1857 | 1900 | 1950 | 2000 | 2017 | 2024 |
| Population | --   | 1197 | 1547 | 460  | 358  | 350  |

Malgré l'incorporation progressive de plusieurs villages et hameaux environnants, la population totale a régulièrement diminué depuis les années 1950 . Ce déclin démographique est principalement dû à la mécanisation de l’agriculture et à la perte d’emplois et l'exode rural qui en découle
.